# Parklaan (Driebergen-Rijsenburg)

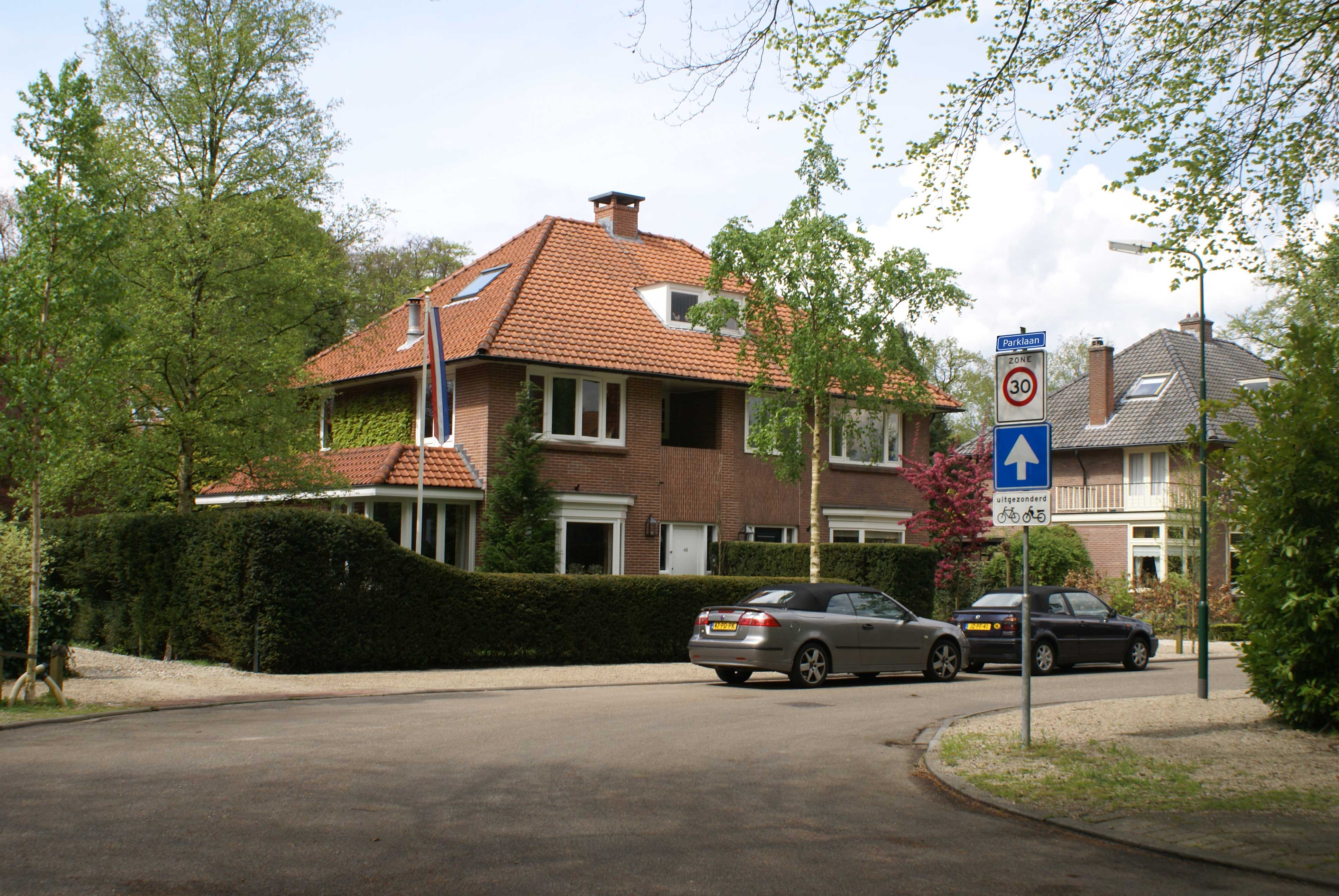
Parklaan

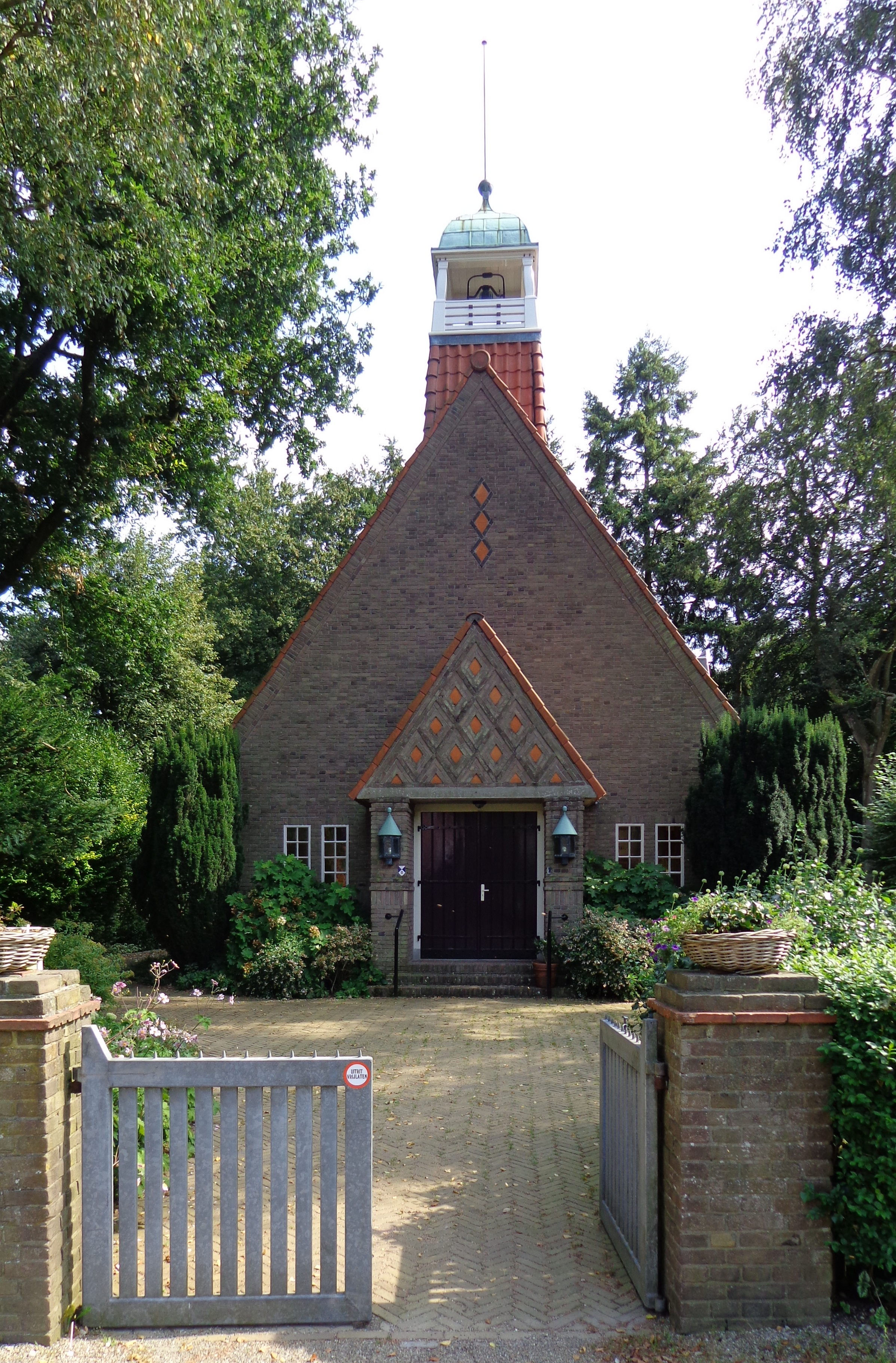
Parklaankerk

De Parklaan in Driebergen-Rijsenburg stamt uit de jaren 20 en maakt onderdeel uit van Tuinwijk Sterrebosch die vooral wordt gekenmerkt door jaren-30 huizen.
Voor de aanleg van de Parklaan was er op die plek, deels onderdeel van de nabijgelegen Buitenplaats Dennenburg, een parkachtig slingerbos. De kenmerkende Parklaankerk (Driebergen-Rijsenburg) (Protestantenbond) is in 1929 gebouwd naar ontwerp van architect Jan Stuivinga uit Zeist.